# Rally de Portugal de 2019
El Rally de Portugal de 2019, oficialmente Vodafone Rally de Portugal, fue la séptima ronda de la temporada 2019 del Campeonato Mundial de Rally. Se celebró del 30 de mayo al 2 de junio y contó con un itinerario de veinte tramos sobre tierra con un total de 311,47 km cronometrados. Fue también la séptima ronda de los campeonatos WRC 2 Pro y WRC 2.

## Lista de inscritos
| Num.                       | Piloto             | Copiloto           | Automóvil             | Equipo                  | Neumático |
| -------------------------- | ------------------ | ------------------ | --------------------- | ----------------------- | --------- |
| 1                          | Sébastien Ogier    | Julien Ingrassia   | Citroën C3 WRC        | Citroën Total WRT       | M         |
| 3                          | Teemu Suninen      | Marko Salminen     | Ford Fiesta WRC       | M-Sport Ford WRT        | M         |
| 4                          | Esapekka Lappi     | Janne Ferm         | Citroën C3 WRC        | Citroën Total WRT       | M         |
| 5                          | Kris Meeke         | Sebastian Marshall | Toyota Yaris WRC      | Toyota Gazoo Racing WRT | M         |
| 6                          | Dani Sordo         | Carlos del Barrio  | Hyundai i20 Coupe WRC | Hyundai Shell Mobis WRT | M         |
| 8                          | Ott Tänak          | Martin Järveoja    | Toyota Yaris WRC      | Toyota Gazoo Racing WRT | M         |
| 10                         | Jari-Matti Latvala | Miikka Anttila     | Toyota Yaris WRC      | Toyota Gazoo Racing WRT | M         |
| 11                         | Thierry Neuville   | Nicolas Gilsoul    | Hyundai i20 Coupe WRC | Hyundai Shell Mobis WRT | M         |
| 19                         | Sébastien Loeb     | Daniel Elena       | Hyundai i20 Coupe WRC | Hyundai Shell Mobis WRT | M         |
| 33                         | Elfyn Evans        | Scott Martin       | Ford Fiesta WRC       | M-Sport Ford WRT        | M         |
| 44                         | Gus Greensmith     | Elliott Edmondson  | Ford Fiesta WRC       | M-Sport Ford WRT        | M         |
| 21                         | Mads Østberg       | Torstein Eriksen   | Citroën C3 R5         | Citroën Total           | M         |
| 22                         | Łukasz Pieniążek   | Jakub Gerber       | Ford Fiesta R5        | M-Sport Ford WRT        | M         |
| 23                         | Kalle Rovanperä    | Jonne Halttunen    | Škoda Fabia R5 Evo    | Škoda Motorsport        | M         |
| 24                         | Jan Kopecký        | Pavel Dresler      | Škoda Fabia R5 Evo    | Škoda Motorsport        | M         |
| Fuente: rallydeportugal.pt |                    |                    |                       |                         |           |

## Resultados

### Itinerario
| Día                      | Tramo | Nombre                | Distancia | Ganador de la etapa | Automóvil             | Tiempo    | Líder de la general |
| ------------------------ | ----- | --------------------- | --------- | ------------------- | --------------------- | --------- | ------------------- |
| Día 1 (30 mayo)          | —     | Paredes (Shakedown)   | 4.60 km   | Thierry Neuville    | Hyundai i20 Coupe WRC | 3:02.1    | —                   |
| Día 2 (31 mayo)          | SS1   | Lousã 1               | 12.35 km  | Dani Sordo          | Hyundai i20 Coupe WRC | 9:06.9    | Dani Sordo          |
| Día 2 (31 mayo)          | SS2   | Góis 1                | 18.78 km  | Ott Tänak           | Toyota Yaris WRC      | 12:19.7   | Dani Sordo          |
| Día 2 (31 mayo)          | SS3   | Arganil 1             | 14.62 km  | Ott Tänak           | Toyota Yaris WRC      | 9:00.0    | Ott Tänak           |
| Día 2 (31 mayo)          | SS4   | Lousã 2               | 12.35 km  | Dani Sordo          | Hyundai i20 Coupe WRC | 8:59.2    | Ott Tänak           |
| Día 2 (31 mayo)          | SS5   | Góis 2                | 18.78 km  | Teemu Suninen       | Ford Fiesta WRC       | 12:18.9   | Ott Tänak           |
| Día 2 (31 mayo)          | SS6   | Arganil 2             | 14.62 km  | Thierry Neuville    | Hyundai i20 Coupe WRC | 8:58.5    | Ott Tänak           |
| Día 2 (31 mayo)          | SS7   | Lousada               | 3.36 km   | Thierry Neuville    | Hyundai i20 Coupe WRC | 2:35.5    | Ott Tänak           |
| Día 3 (1 junio)          | SS8   | Vieira do Minho 1     | 20.53 km  | Kris Meeke          | Toyota Yaris WRC      | 12:59.3   | Ott Tänak           |
| Día 3 (1 junio)          | SS9   | Cabeceiras de Basto 1 | 22.22 km  | Jari-Matti Latvala  | Toyota Yaris WRC      | 13:42.9   | Ott Tänak           |
| Día 3 (1 junio)          | SS10  | Amarante 1            | 37.60 km  | Jari-Matti Latvala  | Toyota Yaris WRC      | 25:10.4   | Ott Tänak           |
| Día 3 (1 junio)          | SS11  | Vieira do Minho 2     | 20.53 km  | Ott Tänak           | Toyota Yaris WRC      | 12:51.5   | Ott Tänak           |
| Día 3 (1 junio)          | SS12  | Cabeceiras de Basto 2 | 22.22 km  | Thierry Neuville    | Hyundai i20 Coupe WRC | 13:35.9   | Ott Tänak           |
| Día 3 (1 junio)          | SS13  | Amarante 2            | 37.60 km  | Thierry Neuville    | Hyundai i20 Coupe WRC | 25:02.2   | Ott Tänak           |
| Día 3 (1 junio)          | SS14  | Gaia Street Stage 1   | 2.25 km   | Cancelado           | Cancelado             | Cancelado | Ott Tänak           |
| Día 3 (1 junio)          | SS15  | Gaia Street Stage 2   | 2.25 km   | Cancelado           | Cancelado             | Cancelado | Ott Tänak           |
| Día 4 (2 junio)          | SS16  | Montim 1              | 8.64 km   | Kris Meeke          | Toyota Yaris WRC      | 5:49.1    | Ott Tänak           |
| Día 4 (2 junio)          | SS17  | Fafe 1                | 11.18 km  | Ott Tänak           | Toyota Yaris WRC      | 6:38.6    | Ott Tänak           |
| Día 4 (2 junio)          | SS18  | Luílhas               | 11.89 km  | Ott Tänak           | Toyota Yaris WRC      | 8:05.7    | Ott Tänak           |
| Día 4 (2 junio)          | SS19  | Montim 2              | 8.64 km   | Thierry Neuville    | Hyundai i20 Coupe WRC | 5:46.3    | Ott Tänak           |
| Día 4 (2 junio)          | SS20  | Fafe 2 (Power Stage)  | 11.18 km  | Sébastien Ogier     | Citroën C3 WRC        | 6:35.0    | Ott Tänak           |
| Fuente: ewrc-results.com |       |                       |           |                     |                       |           |                     |

### Power stage
El power stage fue una etapa de 11.18 km al final del rally. Se otorgaron puntos adicionales del Campeonato Mundial a los cinco más rápidos.